# Rosental Alves
Rosental Calmon Alves é um jornalista e professor brasileiro, membro do Consórcio Internacional de Jornalistas Investigativos (ICIJ).

## Biografia
Iniciou a carreira aos 16 anos, em 1968, depois de militar em jornais alternativos do movimento estudantil. Seu primeiro trabalho foi na redação de O Jornal, ainda como estagiário. Em 1969, mudou-se para Vitória, onde trabalhou em diversos jornais.
Voltando para o Rio de Janeiro, foi repórter da Rádio Tupi e da Rádio Nacional. Em 1973, entrou para o Jornal do Brasil, no qual trabalhou até 1995, com uma interrupção entre 1984 e 1985, quando foi editor-assistente da revista Veja.
Criou em 1991 o primeiro serviço de notícias em tempo real do Brasil, numa parceria entre o Jornal do Brasil e a Bolsa de Valores do Rio de Janeiro. Quatro anos depois, foi responsável pelo lançamento do JB Online, o primeiro jornal brasileiro na internet. 
Em 1996, mudou-se para os Estados Unidos, onde tornou-se professor, Chair em Jornalismo e Chair em Comunicação da Unesco na Universidade do Texas, em Austin. Assumiu também o cargo de diretor do Knight Center for Journalism in the Americas. Em 1997, criou o curso de jornalismo online na universidade.